# パサディナのおばあちゃん
- パサデナのおばあちゃん
- パサディナのおばあちゃん

「パサディナのおばあちゃん」（The Little Old Lady (from Pasadena)）は、ジャン&ディーンのシングル。

## 概要
作詞・作曲はドナルド・アルトフェルド、ロジャー・クリスチャン。
医学生だったアルトフェルドが深夜に自動車で帰宅中に老婆が運転する車を目撃したことから曲の構想を得た。
録音にはハル・ブレインやレオン・ラッセルらが参加した。
歌詞やタイトルの背景にはダストボウルと大恐慌のため1930年代に移住してきた世代の未亡人が増加した1960年代の南カリフォルニアでの年配女性による迷惑運転の日常風景がある。また、南カリフォルニアの保守派の女性活動家たちは「little old ladies in tennis shoes」と呼ばれていた。さらに、ジョニー・カーソンが「ザ・トゥナイト・ショー」で「（パサディナから来た）リトル・オールド・レディ」を持ちネタにするなど、未亡人と中古自動車に関するアメリカン・ジョークが流行していた。
ジャケットにはジャン&ディーンとともに老け役女優のキャサリン・エリザベス・ミナーが採用された。ミナーは1950年代後半にエキストラ女優としてデビューし、わずかな実績があるのみだったが、この曲のヒットの影響で歌詞にも登場するダッジ・ダートの広告に起用されるなど有名になり、その後もディズニー映画「ラブ・バッグ」やテレビドラマ「バットマン」「アイ・スパイ」など多くの作品にもカメオ出演した。（1969年に77歳で亡くなった。）
2001年に開業したディズニー・カリフォルニア・アドベンチャーで使用された。

## カバー
- ザ・ビーチ・ボーイズ（	1964年）ライブアルバム「ビーチ・ボーイズ・コンサート」に収録。
- Mi-Ke（1992年）アルバム「太陽の下のサーフィン・JAPAN」にメドレーで収録。
- 中村由利 (歌手)（2002年）コンピレーション・アルバム「GIZA studio MAI-K & FRIENDS HOTROD BEACH PARTY」に収録。

## アンサー・ソング
- ザ・スパイダース「エレクトリックおばあちゃん」（1970年）